# Klaus Tetenberg
Klaus Tetenberg (* 17. Mai 1943) ist ein deutscher Badmintonspieler. 

## Karriere
Klaus Tetenberg wurde 1966 deutscher Vizemannschaftsmeister mit dem 1. BV Mülheim. Ein Jahr später siegte er bei den French Open
im Mixed mit Gudrun Ziebold. 1970 gewann er die deutschen Hochschulmeisterschaften.

## Sportliche Erfolge
| Saison    | Veranstaltung                     | Disziplin    | Platz | Name |
| --------- | --------------------------------- | ------------ | ----- | --- |
| 1965/1966 | Deutsche Mannschaftsmeisterschaft | Mannschaft   | 2     | 1. BV Mülheim (Gerhard Kucki, Horst Lösche, Klaus Tetenberg, Heinrich Schäfer, Hans-Dietrich Emmers, Heinz Wossowski, Karin Dittberner, Karin Schäfer) |
| 1967      | French Open                       | Mixed        | 1     | Klaus Tetenberg / Gudrun Ziebold |
| 1969/1970 | Deutsche Hochschulmeisterschaften | Herrendoppel | 1     | Heiner Kliem / Klaus Tetenberg (TH Aachen) |